# ユーストン・マニフェスト
ユーストン・マニフェスト（Euston Manifesto)とは、欧米（特にイギリス）のリベラル左派の知識人らによって2006年4月に起草された宣言である。基本的人権、人種差別反対、貧困の削減などリベラルの基本的原則を掲げているが、近年の欧米左派の反米主義的、親アラブ主義的、そして反ユダヤ主義的態度に対し批判を加えていることが特徴的である。

## 概要
アメリカ合衆国政府（特に小ブッシュ政権）の「対テロ戦争」の名の下での人権侵害を批判している。一方で同時に独立宣言や合衆国憲法などのアメリカの民主主義的伝統を再確認、評価している。また世界における宗教的問題について、いくつかのことに警鐘を鳴らしている。反米を口実とするテロ容認的姿勢、イスラム教徒への配慮としての言論の自由規制（ムハンマド風刺漫画掲載問題)、多文化主義の名の下の抑圧的文化容認（強制結婚、女性器切除〈FGM〉など）である。これらイスラム教徒への配慮に対しては近年のヨーロッパにおいてしばしば懸念が持たれている。かえってリベラル自身の主張（自由や人権）を危機にさらしてしまうのではないか、というものである。マニフェストはこのような社会情勢を反映している。
ロンドンのユーストン・ロードの大英図書館向かいのアイリッシュ・パブに集まって議論したことが名前の由来である。マニフェストは最初にニュー・ステーツマン誌に掲載され、後にガーディアン紙にも掲載された。それらはともにイギリスの左派知識人を代表する存在であり、ユーストン・マニフェストは欧米左派の自己批判として注目を集めている。マニフェストが「リベラルなタカ派」（自国民に対しては保護的だが外交政策では拡張主義的）を代表するとの見方もあるが、マニフェストは例えばイラク戦争そのものについての評価自体は下していない。このマニフェストに見える特色としては、二極化された対立（特にアメリカでのブッシュ支持者と反ブッシュ派）および「左派」「右派」「保守派」などのラベルにとらわれず、基本的人権、反テロリズム、表現の自由といった原則を再確認しているということがあげられる。